# 阿必失哈
阿必失哈（蒙古语轉寫：Abišqa，羅馬化：Ābīshqe，見《史集》，13世纪？—1260年），蒙古帝国皇族，成吉思汗次子察合台之孙不里的儿子，1260年一度出任察合台汗国的君主，《元史》等汉文史籍中并无相关记载。
阿必失哈的父亲不里在随军参加长子西征时，与窝阔台的儿子贵由一同在宴席上侮辱了统帅拔都。此事导致不里与拔都结怨，当拔都支持蒙哥继承汗位后，不里被拔都处决。因此，不里的诸子们普遍被认为有反蒙哥政权的倾向。大汗蒙哥在位期间计划征服东亚和西亚，前者交由弟弟忽必烈，后者交由三弟旭烈兀。阿必失哈作为皇族成员跟随忽必烈出征云南大理国。当蒙哥一度罢免忽必烈、亲自率军攻打南宋时，阿必失哈与兀良合台辗转于越南陈朝与南宋作战。
蒙哥在亲征途中病逝后，忽必烈与阿里不哥为争夺汗位爆发内战。阿里不哥一派以哈拉和林为中心继承蒙哥政权，具有反蒙哥倾向的不里诸子阿必失哈、阿只吉等，选择支持忽必烈。当时察合台汗国由兀鲁忽乃可敦摄政并支持阿里不哥，忽必烈便派阿必失哈前往察合台汗国，试图将其拉拢为己方势力。但阿必失哈在途中被阿里不哥派系抓获，后被蒙哥的庶子阿速台杀害。阿必失哈死后，察合台汗国因背叛阿里不哥的阿鲁忽继位而倒向忽必烈，最终忽必烈赢得了汗位继承战争。其弟阿只吉继续为忽必烈奋战，当阿里不哥和阿速台归降时，阿只吉曾质问兄长被杀一事，但被忽必烈制止，阿速台等人最终获赦。《史集》记载阿必失哈有一子名为兀鲁古（Örüg）。